# Sterijino pozorje
Sterijino pozorje je godišnji festival srpske nacionalne drame i kazališta u Novom Sadu. 

## O festivalu
Ustanovljen 1956. godine u okviru proslave 150 godina rođenja i stogodišnjice smrti srpskoga komediografa Jovana Sterije Popovića. Do 1991. festival se zvao Jugoslavenske kazališne igre.
Cilj Sterijinog pozorja je kroz stalni festival nacionalne drame unapređivati kazališnu umjetnost i poticati razvoj dramske književnosti.
Peteročlani žiri donosi odluke o Sterijinim nagradama za umjetnička ostvarenja pokazana na festivalu u nekoliko kategorija. Sterijine nagrade su najuglednije nagrade u području kazališne umjetnosti u Srbiji.

## Hrvatski umjetnici na Sterijinom pozorju
Nekolicina hrvatskih umjetnika osvojilo je nagrade. Od glumaca to su:  Pero Kvrgić (1956., 1959., 1971., 1989.), Karlo Bulić (1957.), Vanja Drach (1963.), Izet Hajdarhodžić (1966., 1975.), Krešimir Zidarić (1968.), Božidar Boban (1969.),  Špiro Guberina (1972.), Rade Šerbedžija (1977., 1979., 1984.), Relja Bašić (1977.), Boris Buzančić (1977.), Zlatko Crnković (1978.), Mustafa Nadarević (1982.), Fabijan Šovagović (1983.), Božidar Smiljanić (1983.) i Tonko Lonza (1984.). 
Samo je nekoliko hrvatskih glumica osvojilo nagradu na Sterijinom Pozorju: Marija Kohn (1956.), Neva Rošić (1958., 1986.), Smiljka Bencet (1965.), Sanda Langerholz (1971.), Milka Podrug-Kokotović (1973.), Inge Appelt (1979.), Neva Bulić (1981.), Nada Subotić (1983.), Ljiljana Bogojević (1990.) i Urša Raukar (2006.). 
Sterijinu nagradu za najbolju režiju osvojili su: Branko Gavella, Georgij Paro, Božidar Violić, Kosta Spaić, Ivica Kunčević i Oliver Frljić. 

## Vanjske poveznice
- Službena stranica